# Miguel Fernández Peñaflor
Miguel Fernández Peñaflor (Murcia, 1877 - Madrid, 17 de febrero de 1935) fue un periodista español de ideología tradicionalista, conocido por su segundo apellido, Peñaflor. Fue uno de los periodistas más conocidos de España en su época.

## Biografía
Nació en una familia de profundas convicciones católicas. Cursó el bachillerato en el Instituto de Murcia e ingresó en la Facultad de Medicina de Valencia, pero abandonó estos estudios para consagrarse a su vocación periodística.
Escribió en El Correo de la Nación, de Murcia, y fue director de La Semana Católica, cargo que desempeñó junto con sus ocupaciones como profesor de Lengua en los Colegios de Segunda enseñanza de Nuestra Señora de las Mercedes y de San Antonio. Los éxitos de La Semana Católica hicieron que el semanario pasase a publicarse diariamente, con el título de El Correo de la Noche. Allí realizó grandes campañas en favor de sus ideales, que se tradujeron en la fundación de un Círculo Católico de Obreros, del que Peñaflor fue el alma, ayudado por los profesores del Seminario Conciliar de Murcia, Antonio Muñera y José María Molina, y el propietario murciano Mariano Palarea.
Después dio multitud de conferencias en Murcia y en los pueblos de la provincia, defendiendo la causa tradicionalista, fundando el Círculo Carlista
de Murcia y contribuyendo a la organización de la Comunión Tradicionalista en aquella región. Su palabra fácil y elocuente era oída con entusiasmo. Fue elegido concejal del Ayuntamiento de Murcia por gran mayoría de votos. Era alcalde de Murcia Juan de la Cierva y Peñafiel, quien, al conocer los méritos de Fernández Peñaflor, trató en muchas ocasiones de llevarlo a su terreno, sin conseguirlo. Como escritor fue uno de los que más produjo en el campo católico, publicando más de treinta mil artículos de su autoría. Muchos periodistas que escribirían después en las columnas de los periódicos católicos de España lo consideraban su maestro.
Cuando llegó a Madrid, fue requerido para ocupar puestos de importancia en el periodismo; pero él no quiso escribir más que en publicaciones de su ideología católica y tradicionalista. En el órgano oficial del carlismo, El Correo Español, Peñaflor escribió durante mucho tiempo, alternando con Eneas editoriales repletos de doctrina.
En 1914 el marqués de Cerralbo lo nombró director de El Correo Español. En la época en que lo dirigió, el periódico alcanzó las mayores tiradas, principalmente durante la Primera Guerra Mundial, en la que superó en número de ejemplares a todos los diarios
que se publicaban en Madrid por la tarde.
Tras la escisión mellista de 1919, Juan Vázquez de Mella, de quien era gran amigo, quiso que Peñaflor dirigiera la segunda época de El Pensamiento Español fundado por Francisco Navarro Villoslada. Fue director de este periódico desde su reaparición hasta su muerte.
Durante más de veinte años colaboró en La Gaceta del Norte. También escribió mucho en El Universo, donde sustituyó a Juan Menéndez Pidal como subdirector, y en El Debate. En sus últimos años de vida dirigió la agencia de información Prensa Asociada. Con casi sesenta años de edad emprendió la carrera de Derecho, que terminó en dos años. Fue colaborador durante algún tiempo de la revista La Lectura Dominical, donde firmó con el seudónimo de Miguel.
De gran religiosidad, acudía diariamente a misa a las siete de la mañana. Según la necrología publicada por El Siglo Futuro, momentos antes de morir, tras rezar el Rosario, dijo a sus hijos: «Aprended, hijos míos, a morir cristianamente».